# Río Exploradores
El río Exploradores es un curso natural de agua que nace en la Región de Aysén, fluye en dirección general noroeste y desemboca en el estero Elefantes, unos 50 km al noreste de la laguna San Rafael.

## Trayecto
El río Exploradores nace al extremo oeste del lago Bayo, que es alimentado por el río Norte (Bayo) y que también drena la falda noreste del cerro San Valentín. En su trayecto hacia el NO, recibe los afluentes río Arco, río Teresa, río Sur.

## Caudal y régimen
Sobre su caudal y régimen es poco lo conocido. Niemeyer escribe: "El caudal del río Exploradores es muy variable. Crece con la lntensificación de la lluvia produciendo grandes inundaciones, y con el derretimiento de los hielos en el verano."

## Historia
Luis Risopatrón describe la bahía Esploradores  en su Diccionario jeográfico de Chile (1924):: 325 
Esploradores (Bahía). Es de entrada angosta, de unos 400 m de ancho y estrechada por una lengua de tierra baja que se desprende del costado N hácia el sur; esta lengua la separa del estero Cupquelan, abrigandola i haciendo tranquilas sus aguas. Termina al E en un valle vegoso, de 2 a 3 kilómetros de ancho, en el que se encuentra un río de regulares dimensiones, que corre dividido en una multitud de brazos, entre pantanos i charcos de agua, en lechos sembrados de troncos de árboles i bajos, entre los que se producen fuertes correntadas; se abre entre cerros con pendientes abruptas, sobre todo en la márjen S, donde existe una mauralla de peñascos desnudos de formación diabásica.

## Población, economía y ecología
En la década de los años 1980 no se conocían planes para explotar la zona.: 553 